# Cody Crocker
Cody Crocker (ur. 18 października 1971) – australijski kierowca rajdowy. Trzykrotnie w swojej karierze był mistrzem kraju i czterokrotnie sięgał po Mistrzostwo Azji i Pacyfiku.
W 1995 roku Crocker zadebiutował w Rajdowych Mistrzostwach Świata. Pilotowany przez 	Grega Folettę i jadący Subaru Legacy RS nie ukończył wówczas Rajdu Australii. Od początku występów w Mistrzostwach Świata startował jedynie w Rajdzie Australii, Rajdzie Nowej Zelandii i Rajdzie Japonii, będąc członkiem teamu Subaru Australia. W 1999 roku zdobył pierwsze w karierze punkty w klasyfikacji Production Cars, za zajęcie 6. miejsca w PCWRC w Rajdzie Nowej Zelandii. W 2004 roku zajął 7. miejsce w klasyfikacji generalnej Rajdu Australii i zdobył pierwsze 2 punkty w karierze w Mistrzostwach Świata.
Swój debiut rajdowy Crocker zaliczył w 1987 roku. W 1997 roku po raz pierwszy wziął udział w mistrzostwach Australii. W swojej karierze czterokrotnie wywalczył tytuł rajdowego mistrza Australii, w latach 2003, 2004 i 2005. W 2003 roku zajął 2. miejsce w grupie N, w rajdowym Pucharze Azji i Pacyfiku. W 2006 roku osiągnął pierwszy międzynarodowy sukces, gdy wywalczył Mistrzostwo Azji i Pacyfiku. W latach 2007, 2008 i 2009 jeszcze trzykrotnie z rzędu sięgnął po ten tytuł.

## Występy w mistrzostwach świata
| Sezon | Zespół           | Samochód               | 1        | 2        | 3          | 4          | 5             | 6         | 7         | 8               | 9             | 10        | 11        | 12              | 13              | 14              | 15        | 16 | Punkty | Miejsce |
| ----- | ---------------- | ---------------------- | -------- | -------- | ---------- | ---------- | ------------- | --------- | --------- | --------------- | ------------- | --------- | --------- | --------------- | --------------- | --------------- | --------- | -- | ------ | ------- |
| 1995  | Cody Crocker     | Subaru Legacy RS       | Monako   | Szwecja  | Portugalia | Francja    | Nowa Zelandia | NU        | Hiszpania | Wielka Brytania |               |           |           |                 |                 |                 |           |    | 0      | -       |
| 1998  | Subaru Australia | Subaru Impreza WRX     | Monako   | Szwecja  | Kenia      | Portugalia | Hiszpania     | Francja   | Argentyna | Grecja          | Nowa Zelandia | Finlandia | Włochy    | 25              | Wielka Brytania |                 |           |    | 0      | -       |
| 1999  | Subaru Australia | Subaru Impreza WRX     | Monako   | Szwecja  | Kenia      | Portugalia | Hiszpania     | Francja   | Argentyna | Grecja          | 15            | Finlandia |           | Włochy          | NU              | Wielka Brytania |           |    | 0      | -       |
| 2000  | Subaru Australia | Subaru Impreza 555     | Monako   | Szwecja  | Kenia      | Portugalia | Hiszpania     | Argentyna | Grecja    | DK              | Finlandia     | Cypr      | Francja   | Włochy          | NU              | Wielka Brytania |           |    | 0      | -       |
| 2001  | Subaru Australia | Subaru Impreza WRX     | Monako   | Szwecja  | Portugalia | Hiszpania  | Argentyna     | Cypr      | Grecja    | Kenia           | Finlandia     | NU        | Włochy    | Francja         | 21              | Wielka Brytania |           |    | 0      | -       |
| 2002  | Subaru Australia | Subaru Impreza WRX STI | Monako   | Szwecja  | Francja    | Hiszpania  | Cypr          | Argentyna | Grecja    | Kenia           | Finlandia     | Niemcy    | Włochy    | NU              | 25              | Wielka Brytania |           |    | 0      | -       |
| 2003  | Subaru Australia | Subaru Impreza WRX STI | Monako   | Szwecja  | Turcja     | 15         | Argentyna     | Grecja    | Cypr      | Niemcy          | Finlandia     | NU        | Włochy    | Francja         | Hiszpania       | Wielka Brytania |           |    | 0      | -       |
| 2004  | Subaru Australia | Subaru Impreza WRX STI | Monako   | Szwecja  | Meksyk     | 11         | Cypr          | Grecja    | Turcja    | Argentyna       | Finlandia     | Niemcy    | 14        | Wielka Brytania | Włochy          | Francja         | Hiszpania | 7  | 2      | 26.     |
| 2005  | Subaru Australia | Subaru Impreza WRX STI | Monako   | Szwecja  | Meksyk     | 12         | Włochy        | Cypr      | Turcja    | Grecja          | Argentyna     | Finlandia | Niemcy    | Wielka Brytania | 13              | Francja         | Hiszpania | 20 | 0      | -       |
| 2009  | Subaru Australia | Subaru Impreza STI     | Irlandia | Norwegia | Cypr       | Portugalia | Argentyna     | Włochy    | Grecja    | Polska          | Finlandia     | 12        | Hiszpania | Wielka Brytania |                 |                 |           |    | 0      | -       |